# Calle Juana de Arco
La Calle Juana de Arco es una calle de Beirut, Líbano nombrada en honor de la patrona de Francia, Juana de Arco. En 1919, la Rue Jeanne d'Arc fue una de las principales arterias que irradiaban de la calle Bliss y en 1930, la urbanización de la calle había alcanzado el 35%.
La Calle Juana de Arco se extiende de norte a sur, comenzando en la calle Bliss, que corta la famosa calle Hamra y terminando en Al Hussein. La calle es conocida por sus muchos hoteles de los años 1970, como la Casa de Oro, así como muchas tiendas de flores.